# Oberhelfenschwil
Oberhelfenschwil ist eine Ortschaft in der politischen Gemeinde Neckertal im Toggenburg, Kanton St. Gallen. Bis 2022 war Oberhelfenschwil eine eigenständige Gemeinde.

## Geographie

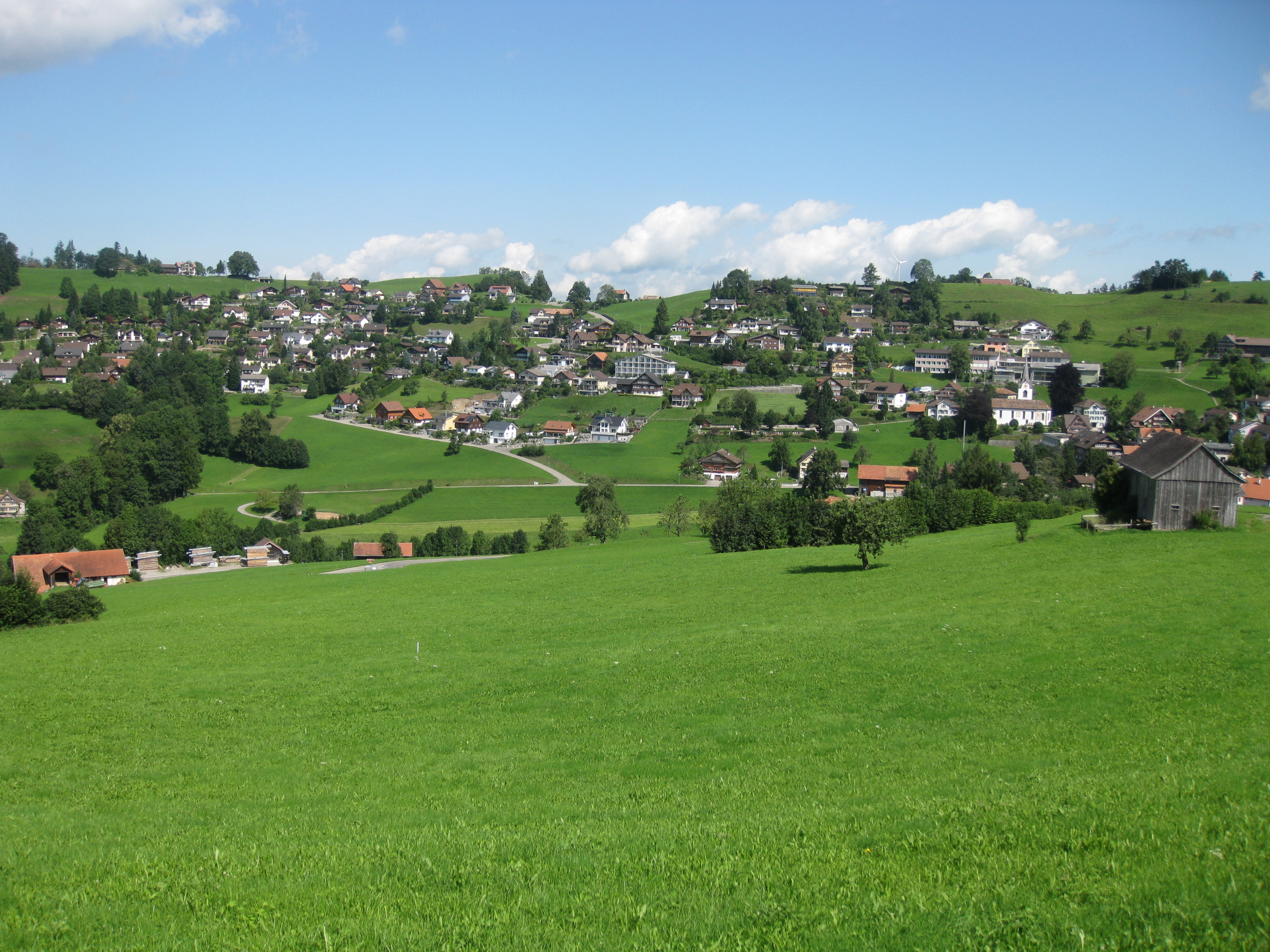
Blick vom Grund zum Dorf Oberhelfenschwil

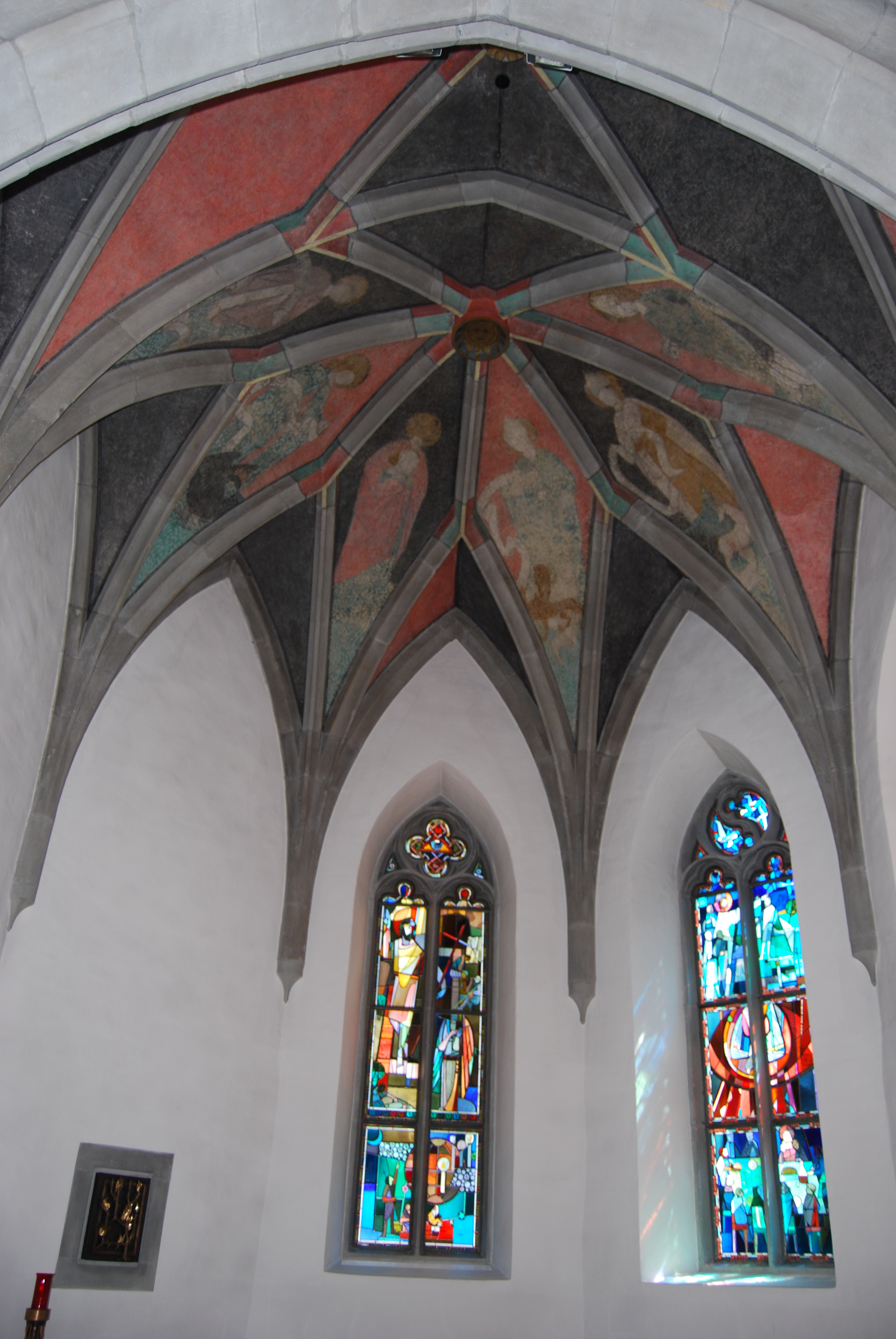
Deckenfresken und Glasmalereien in der Apsis der Kirche

Das Dorf liegt auf einer Anhöhe zwischen den Flüssen Thur und Necker. Die höchste Stelle der ehemaligen Gemeinde ist mit 1100 m ü. M. der Köbelisberg-Waldschwilerberg an der Grenze zur Gemeinde Wattwil. Der tiefste Punkt liegt auf 580 m ü. M. am Ufer der Thur bei Dietfurt («Thurrank»).
Oberhelfenschwil liegt 13 Kilometer südöstlich von Wil SG, 6 km nordöstlich von Wattwil und 7 km südwestlich von Degersheim SG (jeweils Luftlinien).
Auf dem Gebiet der einstigen Gemeinde Oberhelfenschwil liegt ein Teil des Dorfes Necker, die Wasserfluh sowie die verstreuten Weiler Wigetshof, Oberwil, Metzwil, Rennen, Winzlisau, Utenwil, Schwanden und Füberg.
Die Gesamtfläche der früheren Gemeinde beträgt 1265 Hektaren. Davon sind 5,1 Prozent Siedlungs- und 59,8 Prozent Landwirtschaftsfläche. 34,0 Prozent der Fläche sind Wald und Gehölze, und 1,1 Prozent sind unproduktive Fläche (2009).
Obwohl es der Name vermuten liesse, liegt Niederhelfenschwil nicht in der Nachbarschaft, sondern 23 Kilometer nordöstlich von Oberhelfenschwil.

## Geschichte

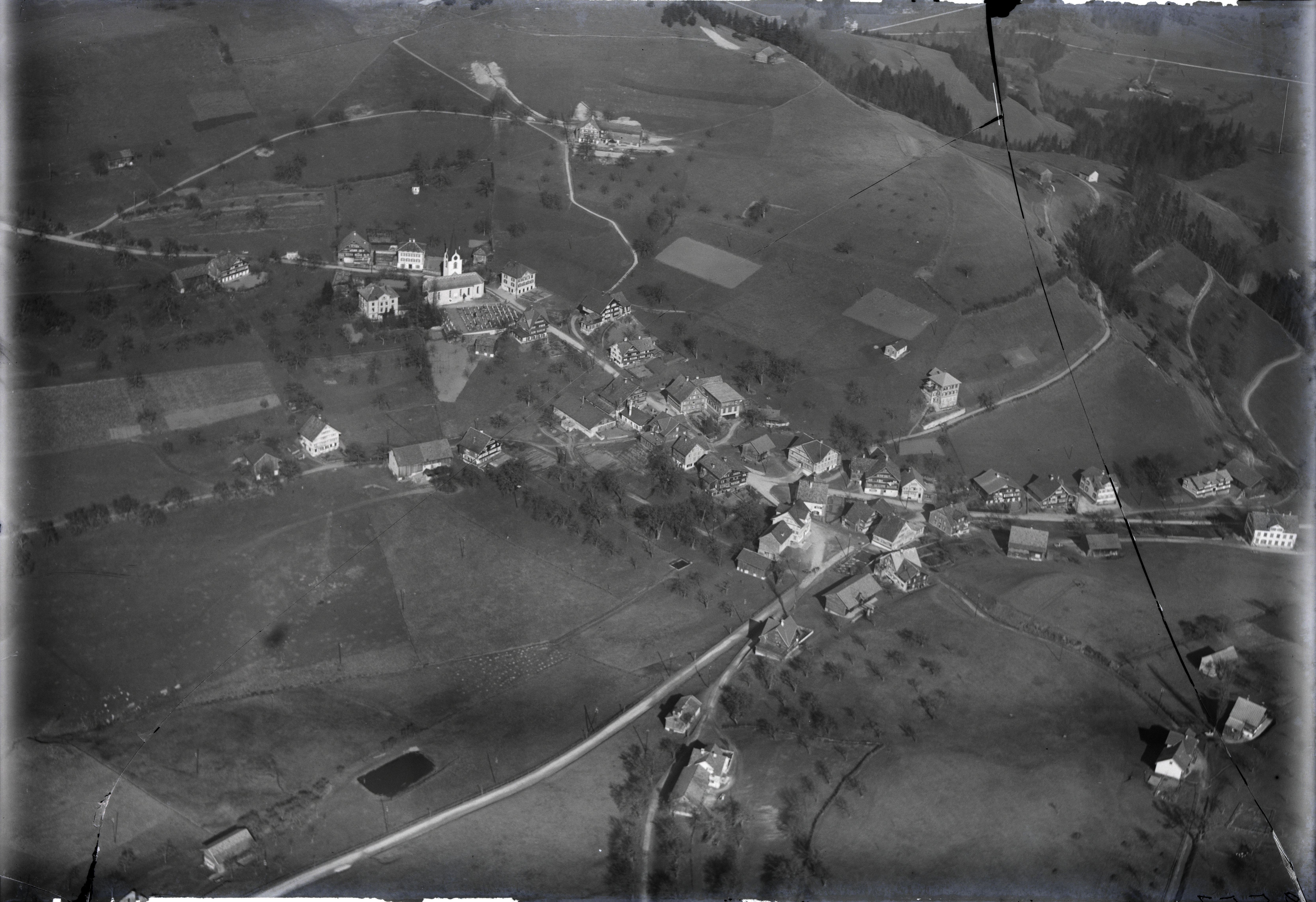
Luftbild von Walter Mittelholzer, 1920

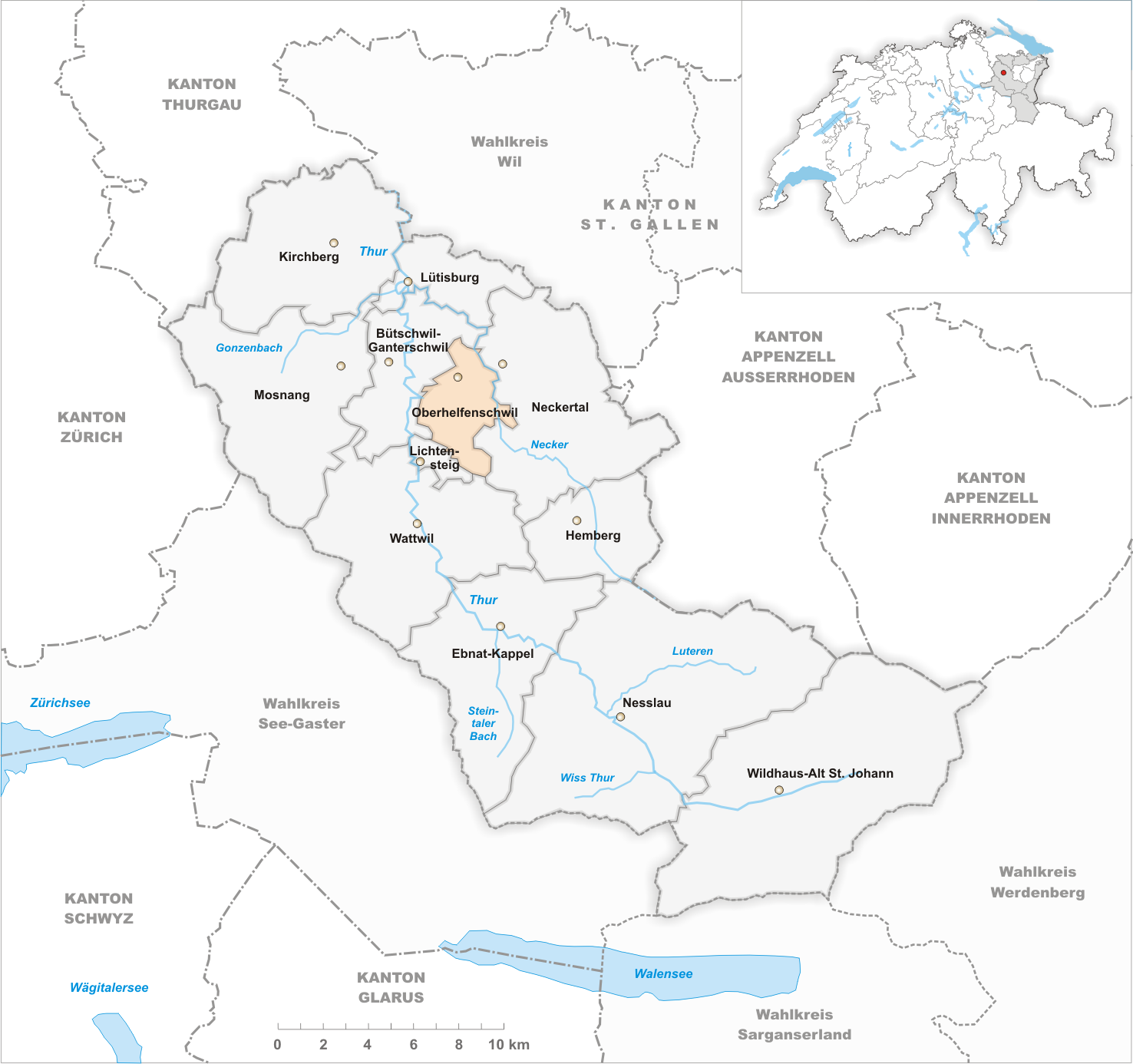
Gemeindestand vor der Fusion am 1. Januar 2023

Entlang dem Höhenzug wurde das Gebiet früh von Alemannen besiedelt. Oberhelfenschwil wurde 882 als Helfoltiswilare und 1515 als Oberhelfenschwil urkundlich erwähnt. Die Fürstabtei St. Gallen, die Grafen von Toggenburg und das Kloster Alt St. Johann verfügten über Grundbesitz in Oberhelfenschwil. Die gräflichen Güter fielen 1468, die übrigen 1555 an die Fürstabtei St. Gallen, und Oberhelfenschwil wurde dem Gericht Neckertal zugewiesen.
In der 1336 erwähnten Kirche St. Maria, Dionys und Jakobus wurden ab 1528 reformierte Gottesdienste abgehalten, seit 1534 wird sie paritätisch genutzt.
Die Burg Rüdberg an der Thur bei Laufen und die 1270 erwähnte Neu-Toggenburg über der Passstrasse Wasserfluh sind beide zu Ruinen zerfallen. An die Burg Füberg erinnert heute nur noch der Flurname.
Die helvetische Verfassung teilte 1798 die Gemeinde Krinau Oberhelfenschwil zu, 1803 wurden die beiden Ortschaften wieder getrennt und die politischen Gemeinden Oberhelfenschwil und Krinau gebildet. 
1874 trat Oberhelfenschwil die Gebiete St. Loretto, Hof und Blatten an Lichtensteig ab.
1952 stimmten Mogelsberg und Oberhelfenschwil einen Gebietsabtausch zu. Oberhelfenschwil bekam von Mogelsberg den Weiler Rennen sowie die Höfe Adelbach, Berg und Schlatt (46 Einwohner), während dessen Mogelsberg die ehemalige Oberhelfenschwiler Exklave Hiltisau mit 38 Einwohnern bekam.
1831 bis 2002 gehörte Oberhelfenschwil zum Bezirk Neutoggenburg.
2005 schlossen sich Oberhelfenschwil, Brunnadern, Mogelsberg und ein Teil von Ganterschwil zur Schulgemeinde Neckertal zusammen.
Per 1. Januar 2023 vollzogen die damaligen Gemeinden Oberhelfenschwil, Neckertal und Hemberg den Zusammenschluss zu einer einzigen Einheitsgemeinde.

## Wappen
Das Wappen ist gespaltet von gold und silber. Heraldisch rechts ist in schwarz ein dreigeteilter Turm ersichtlich. Links sechsmal horizontal geteilt von silber und schwarz.

## Bevölkerung
| Jahr      | 1827  | 1850  | 1900  | 1950  | 2000  | 2010  | 2020  |
| Einwohner | 1196  | 1872  | 1079  | 982   | 1456  | 1341  | 1241  |
| Quelle    | [ 4 ] | [ 4 ] | [ 4 ] | [ 4 ] | [ 4 ] | [ 1 ] | [ 1 ] |

Am 31. Dezember 2020 lebten 1241 Menschen in Oberhelfenschwil. Der Ausländeranteil betrug 9,7 % und liegt damit klar unter dem kantonalen Durchschnitt von 24,4 %. Etwa ein Viertel der ausländischen Bevölkerung waren deutsche Staatsangehörige. Dahinter folgten Bürger einer der Staaten des ehemaligen Jugoslawiens und Italiener.

## Verkehr

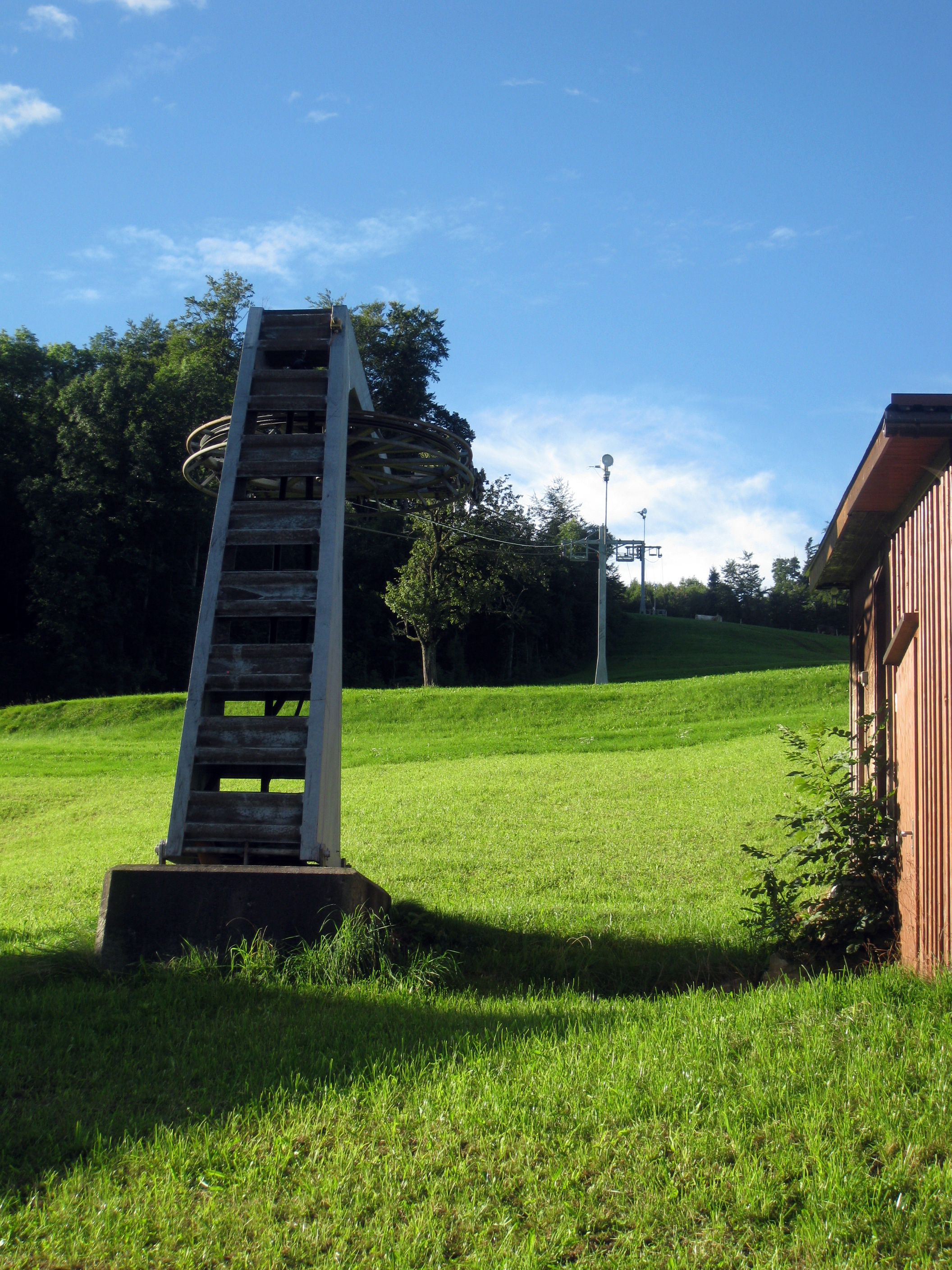
Blick von der Skilift-Talstation in Richtung Grund

Oberhelfenschwil ist von den Ortschaften Necker, Dietfurt und Ganterschwil auf den öffentlichen Strassen erreichbar. Ein Postauto verbindet Oberhelfenschwil im Stundentakt mit den Bahnhöfen Dietfurt an der Strecke Wattwil–Wil und Brunnadern-Neckertal an der Linie Wattwil–St. Gallen.
Seit 1953 führt bei Aachsäge eine gedeckte Holzbrücke über den Necker. 

## Wirtschaft
Die grössten Arbeitgeber in Oberhelfenschwil sind die Karl Egli Zimmerei und die Mock AG Tiefbau.
Oberhelfenschwil hat einen kleinen Skilift, der vor allem von Einheimischen rege genutzt wird. Die Talstation befindet sich an der Berligstrasse. Der Skilift führt auf einer Länge von rund 330 Metern den Südhang via Altegg in Richtung Grund hinauf.
Das Hauptmerkmal der Wirtschaftsstruktur des nebelarmen Höhenkurorts liegt in der Ausgeglichenheit von Land- und Forstwirtschaft, Tourismus (Camping, Ski), Gewerbe, Dienstleistungen (Pflege- und Kurzentrum) und Kleinindustrie (Bau- und Metallindustrie).

## Sehenswürdigkeiten

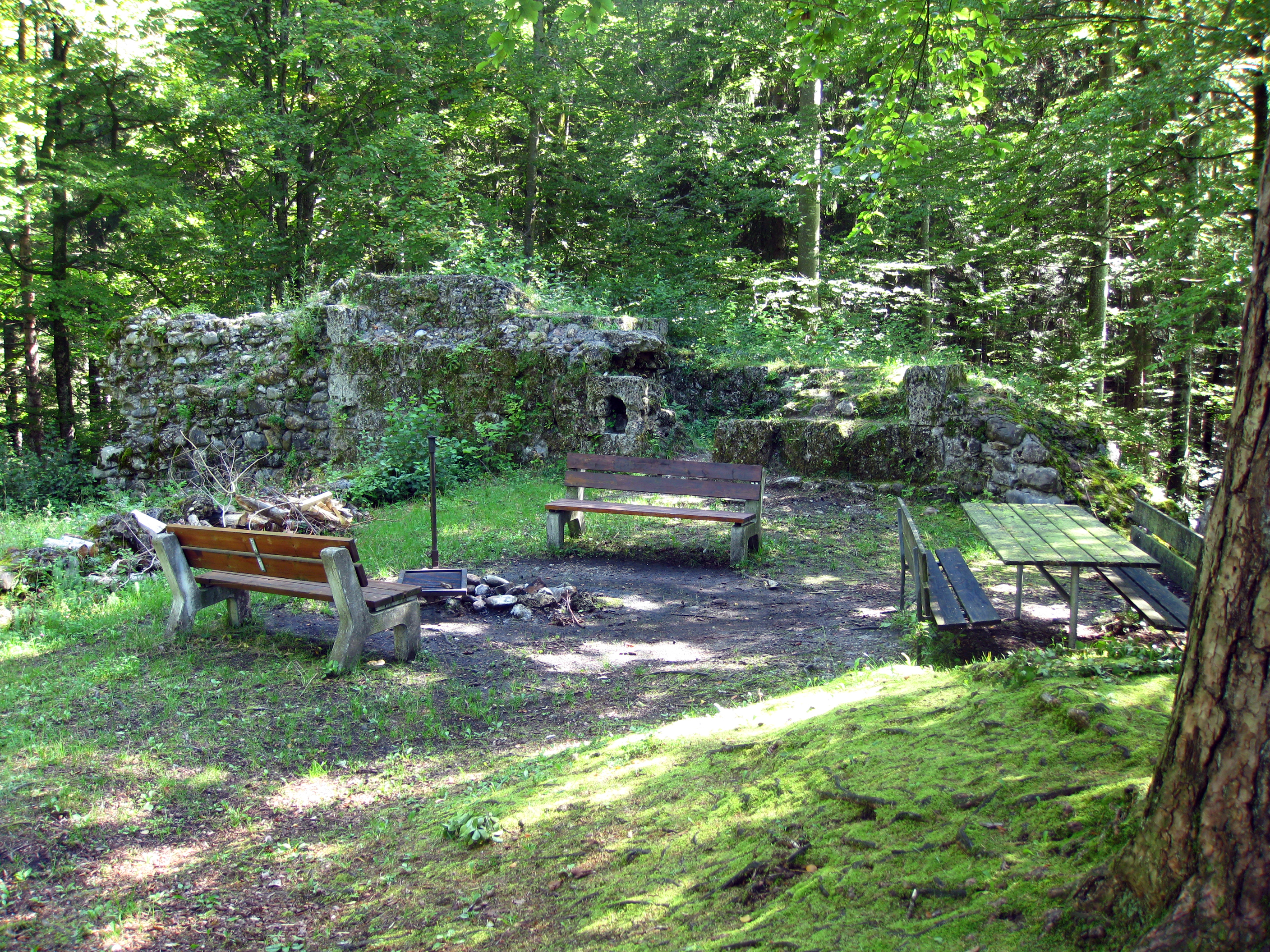
Ruine Rüdberg

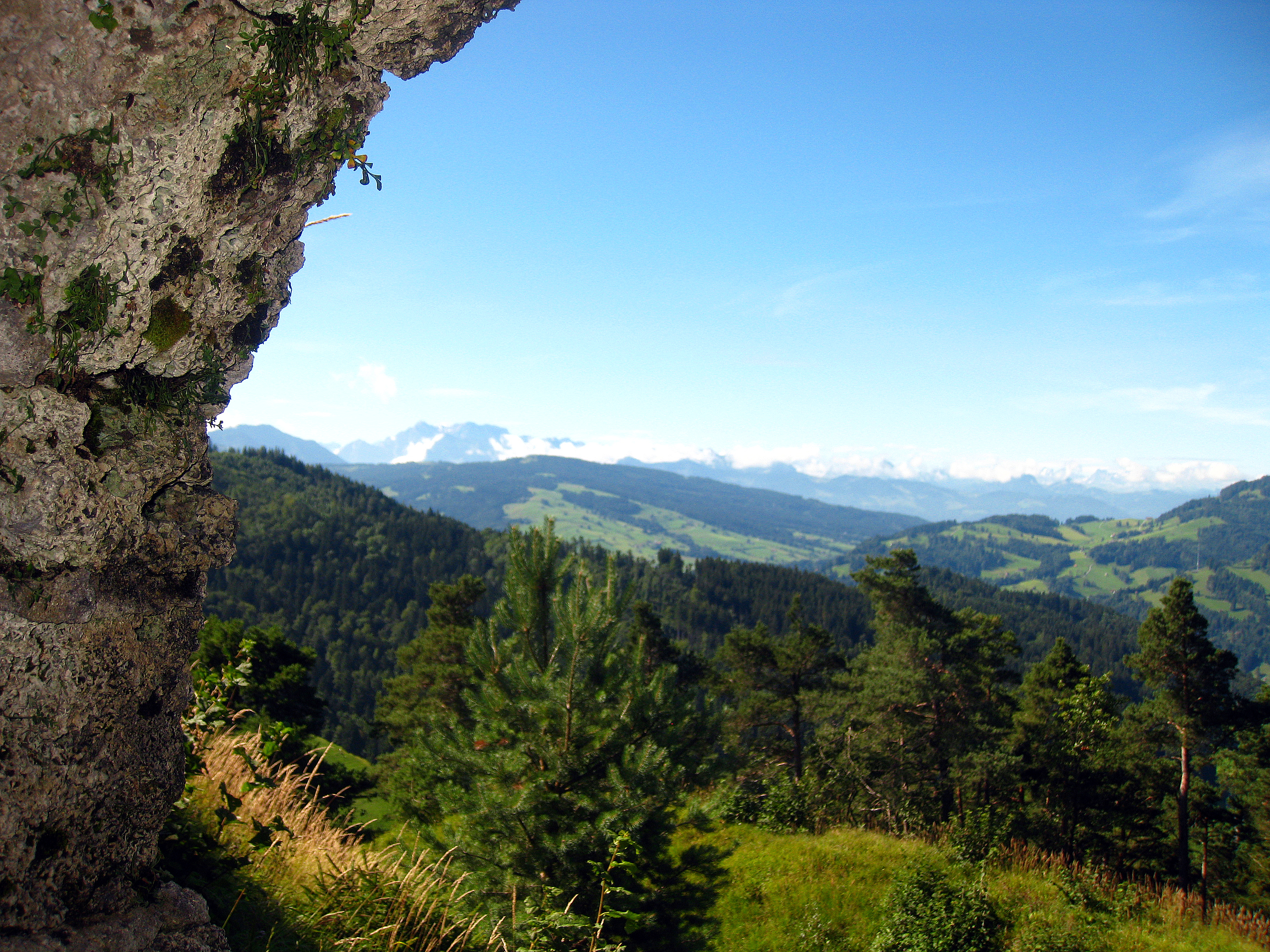
Blick von der Ruine Neutoggenburg zu den Berner Alpen

Sehenswürdigkeiten von Oberhelfenschwil sind die simultan von Katholiken und Reformierten genutzte Kirche Oberhelfenschwil, die Ruinen Neutoggenburg, Rüdberg und Fürberg (heutige Bezeichnung Füberg) sowie die Leichtwindanlage auf dem Freudenberg. Die Raiffeisenbank schenkte zu ihrem 100-Jahr-Jubiläum im Sommer 2009 der Bevölkerung einen Heckenlehrpfad.
Ruine Neutoggenburg

Die Ruine Neutoggenburg – einst Stammsitz der Grafen von Toggenburg – wurde Anfang des 13. Jahrhunderts gebaut und dürfte wohl als Ersatz der alten Stammburg gedient haben. Sie befindet sich ca. 500 m nördlich des Weilers Wasserfluh und kann von Schwanden aus erreicht werden. In der rund 400-jährigen Geschichte der Grafen von Toggenburg wurde deren Herrschaft über grosse Teile des Kantons St. Gallen, Vorarlbergs und Graubündens ausgedehnt. Nach dem Tod des letzten Grafen im Jahr 1468 erwarb die Fürstabtei St. Gallen unter dem Abt Ulrich Rösch die Grafschaft Toggenburg. Die Burg begann seit daher zu zerfallen.

## Bilder

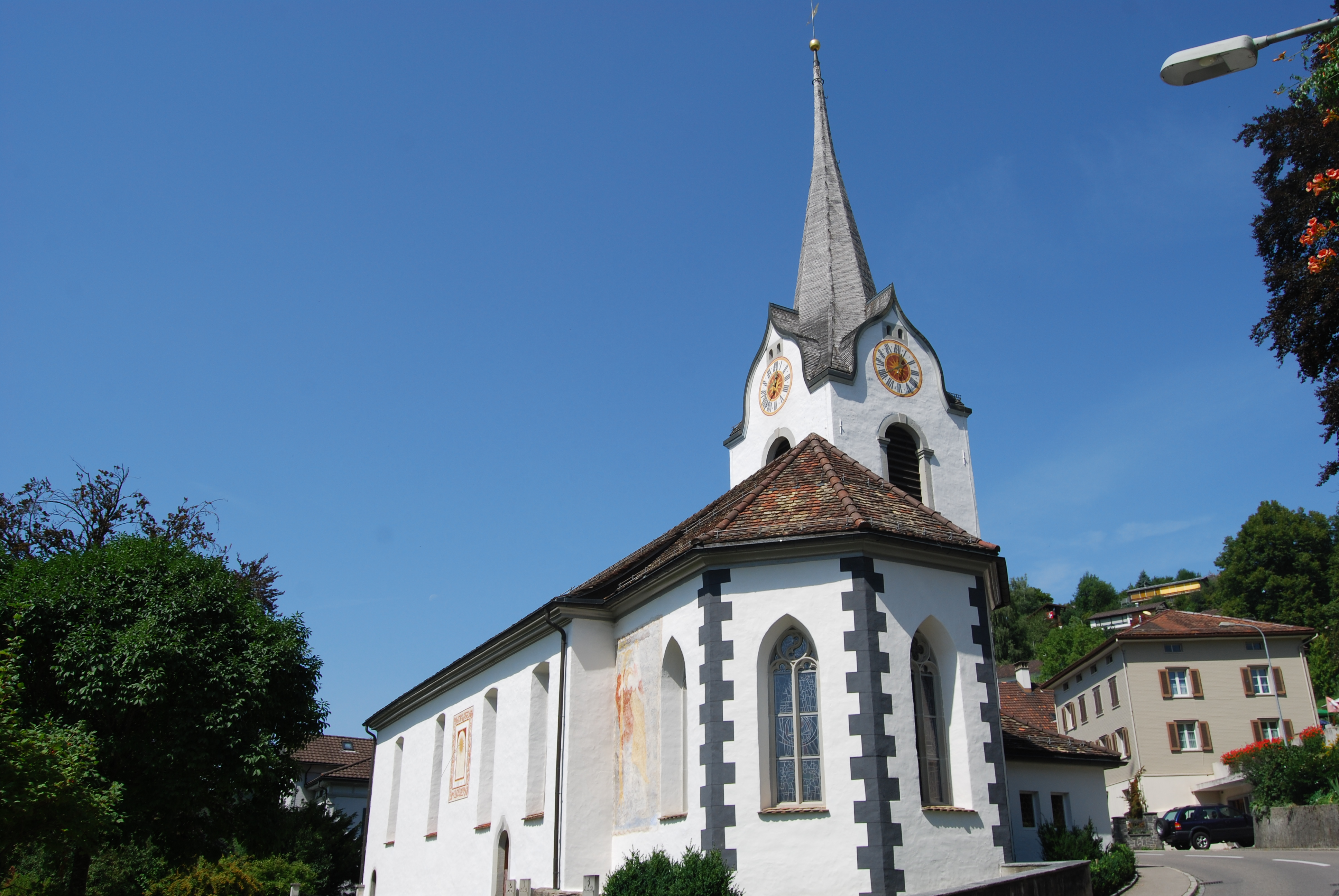
Paritätische Kirche
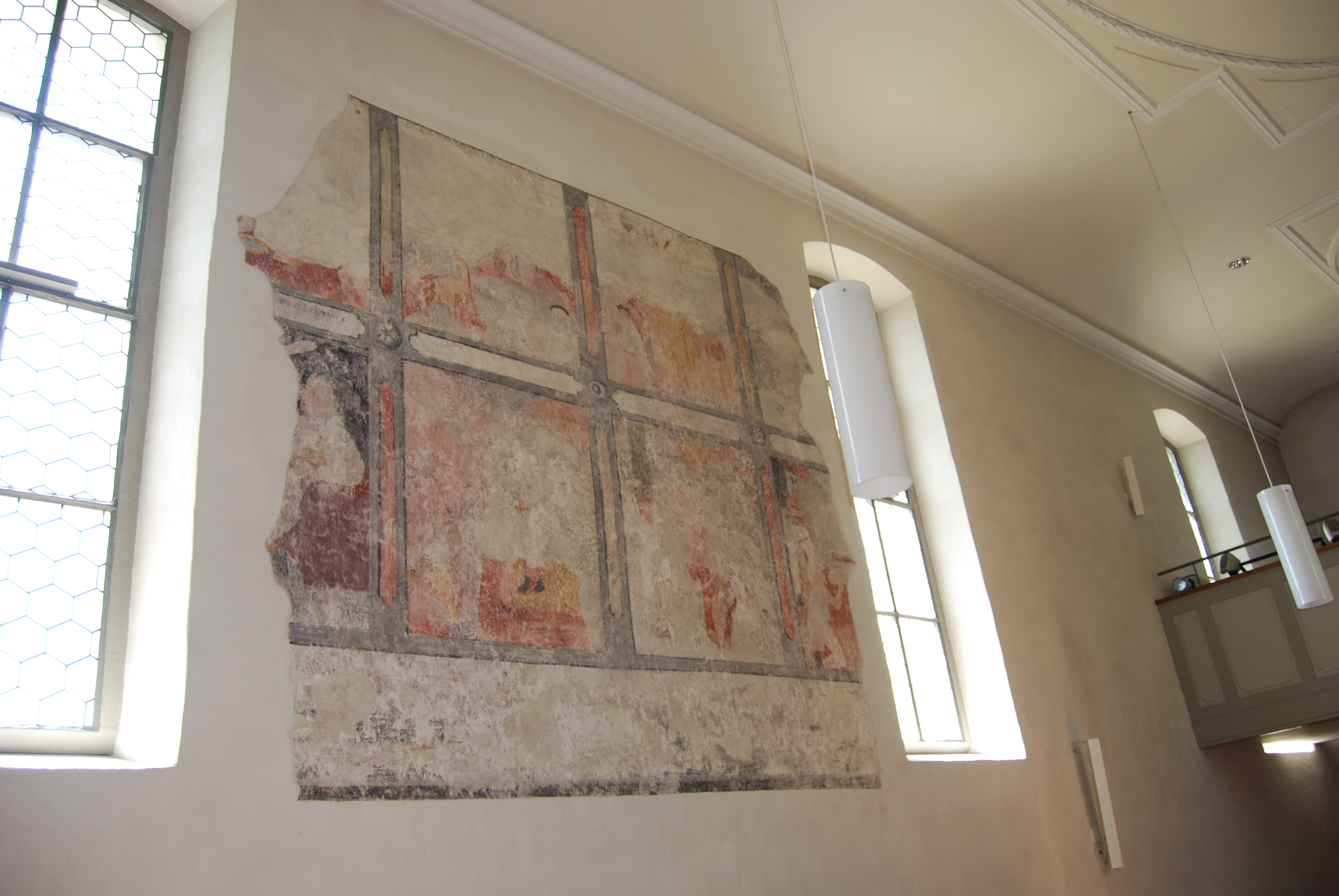
Mittelalterliche Fresken in der Kirche
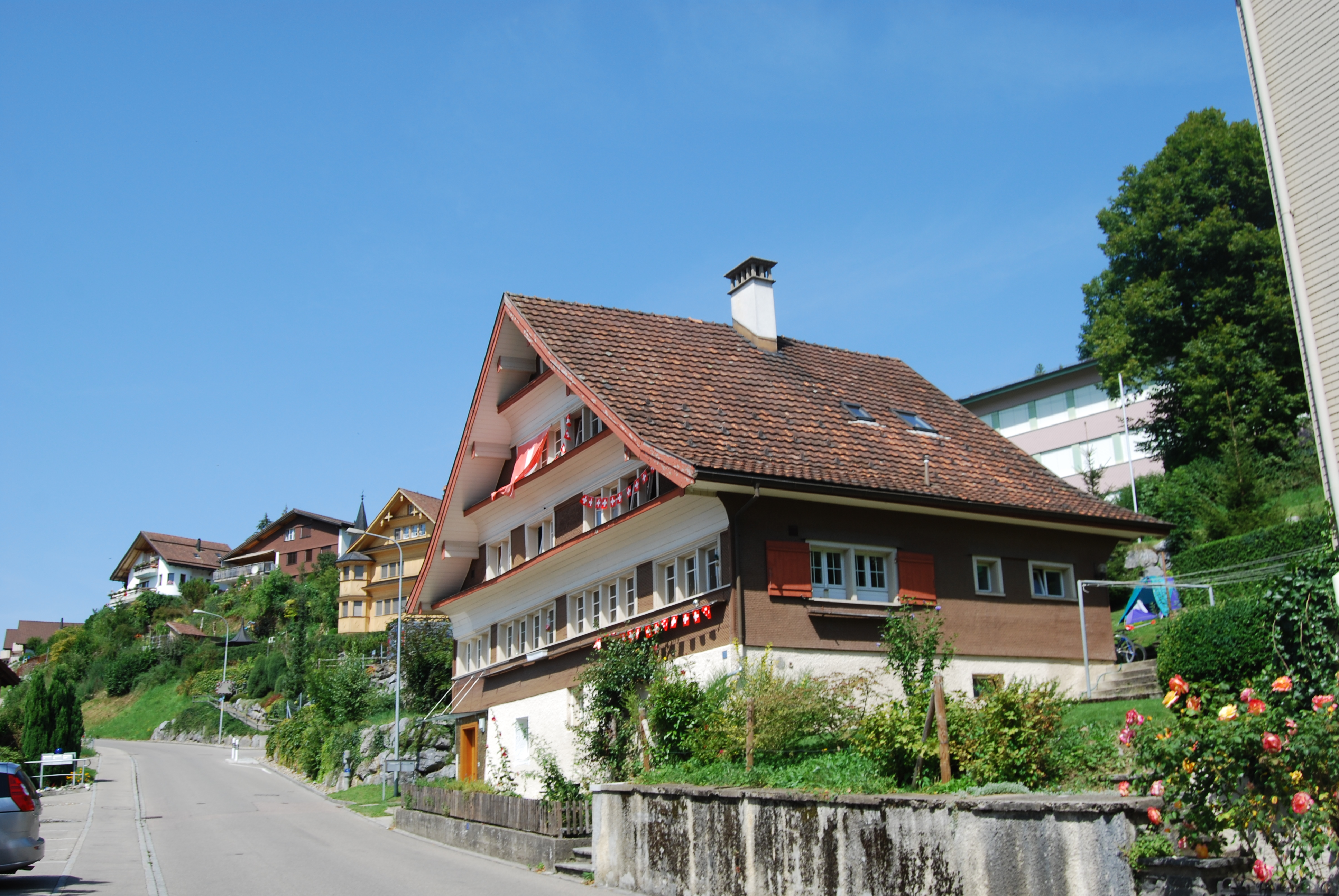
Toggenburger Haus an der Dorfstrasse
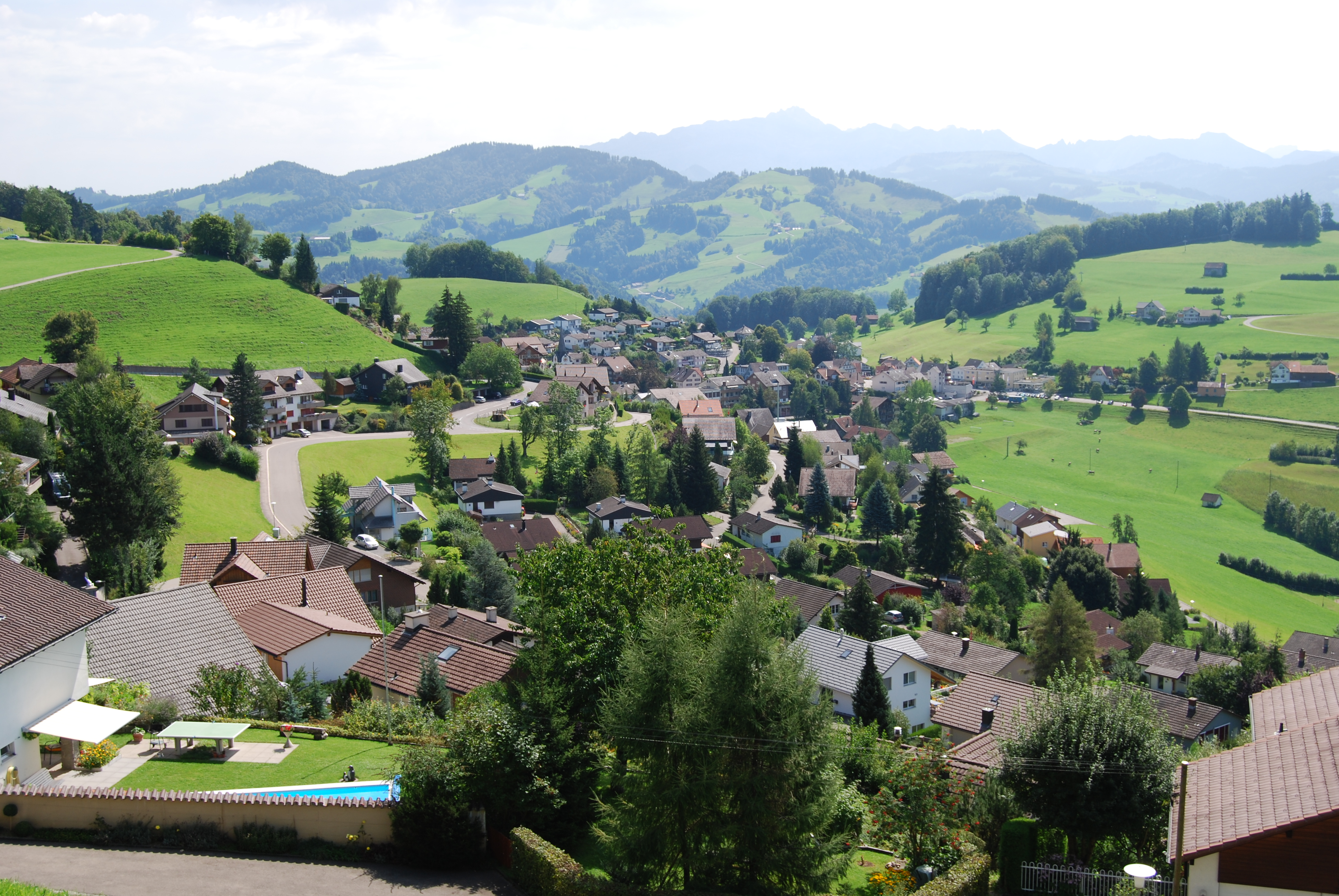
Einfamilienhausquartier
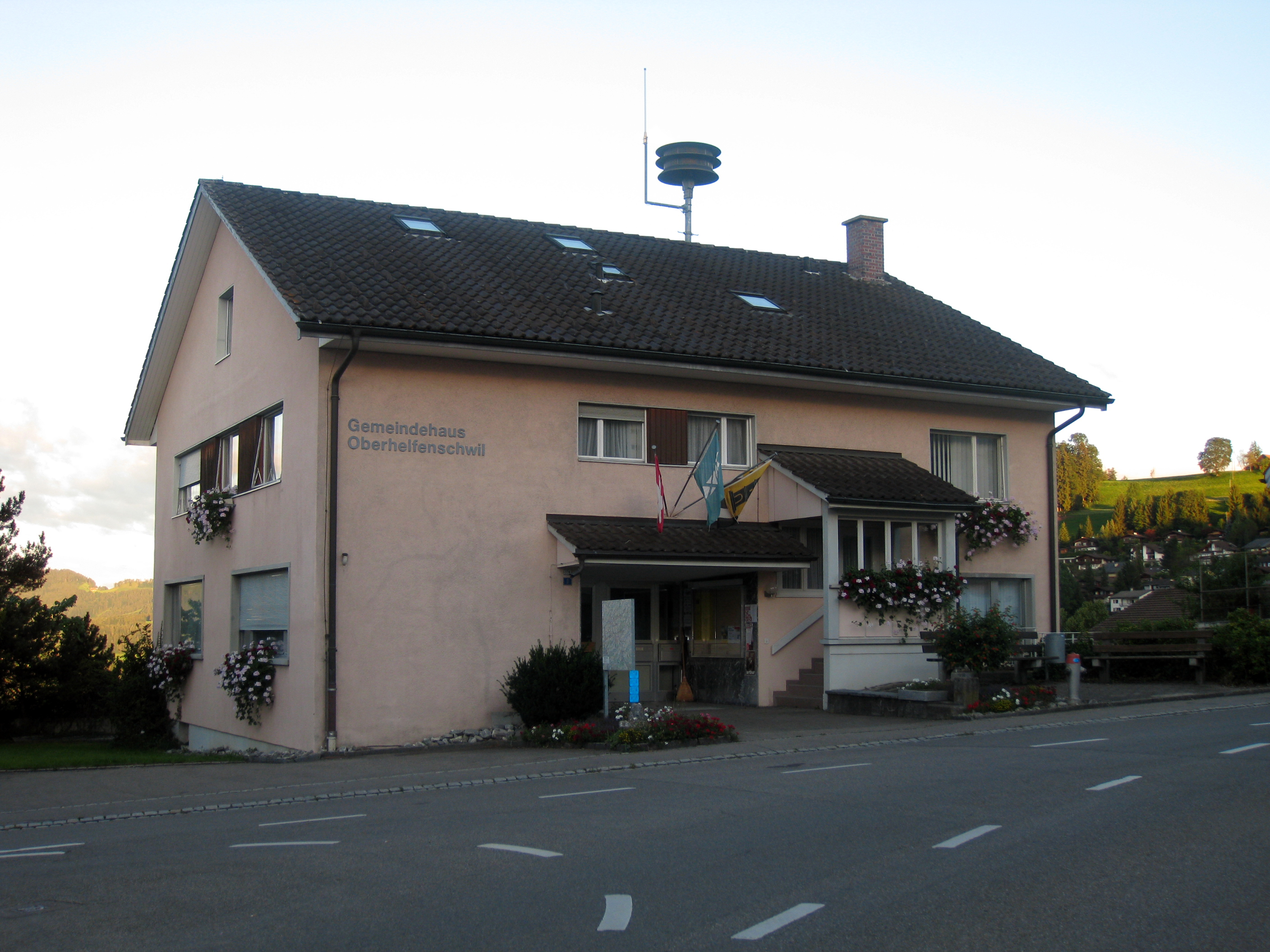
Ehemaliges Gemeindehaus